# Quyền LGBT ở Các Tiểu vương quốc Ả Rập Thống nhất
Quyền đồng tính nữ, đồng tính nam, song tính và chuyển giới (tiếng Ả Rập: مثليه ، مثلي الجنس ، المخنثين والمتحولين جنسيا) bị đàn áp nặng nề trong các tiểu vương quốc của Dubai, Abu Dhabi, Ras al-Khaimah, Umm Al Quwain, Ajman, Fujairah và Sharjah, cùng nhau tạo thành Các tiểu vương quốc Ả Rập thống nhất. Tất cả các mối quan hệ tình dục bên ngoài một cuộc hôn nhân dị tính là một tội ác. Các hình phạt bao gồm từ thời gian ngồi tù, đánh roi, đánh đập, tra tấn, tử hình, phạt tiền và trục xuất nếu bạn không phải là công dân. Ngoại tình và gian dâm cũng là tội phạm có quan hệ tình dục với người cùng giới.

## Bảng tóm tắt
| Hoạt động tình dục đồng giới hợp pháp                                                                                       | (Hình phạt: Trục xuất, thiến hóa học, tử hình, phạt tiền hoặc tù)                                   |
| Độ tuổi đồng ý | No                                                                                                  |
| Luật chống phân biệt đối xử chỉ trong việc làm                                                                              | No                                                                                                  |
| Luật chống phân biệt đối xử trong việc cung cấp hàng hóa và dịch vụ                                                         | No                                                                                                  |
| Luật chống phân biệt đối xử trong tất cả các lĩnh vực khác (bao gồm phân biệt đối xử gián tiếp, ngôn từ kích động thù địch) | No                                                                                                  |
| Hôn nhân đồng giới | No                                                                                                  |
| Công nhận các cặp đồng giới                                                                                                 | No                                                                                                  |
| Con nuôi của các cặp vợ chồng đồng giới                                                                                     | No                                                                                                  |
| Con nuôi chung của các cặp đồng giới                                                                                        | No                                                                                                  |
| Người LGBT được phép phục vụ công khai trong quân đội                                                                       | No                                                                                                  |
| Quyền thay đổi giới tính hợp pháp                                                                                           | / (Người liên giới tính có thể trải qua các can thiệp y tế để loại bỏ bộ phận sinh dục nam hoặc nữ) |
| Truy cập IVF cho đồng tính nữ                                                                                               | No                                                                                                  |
| Mang thai hộ thương mại cho các cặp đồng tính nam                                                                           | No                                                                                                  |
| NQHN được phép hiến máu | No                                                                                                  |